# 平塚ゆい
平塚 ゆい（ひらつか ゆい、1989年5月17日 - ）は日本の元AV女優。

## 人物
2008年にAVデビュー。スレンダーなカラダにあどけないロリフェイスで注目されている。
2010年5月14日　公式ブログにてAV界からの引退を報告。

## 作品

### イメージビデオ
2009年
- ピクシースマイル 小○生ゆいちゃん○才 （4月19日、ピクシースマイル）

2010年
- 「ティーンパラダイス・2」（4月19日）

### アダルトビデオ
2008年
- エスカレートするドしろーと娘 142 (11月1日、プレステージ)
- 素人秘蔵録画映像 4 (11月12日、プレステージ)
- コスプレマスター008 (12月5日、ゴーゴーズ)
- 働くオンナ狩り 【バスガイド編】 (12月11日、プレステージ)
- 女子校生アナル開発・中出し 教え子のおまんこ執着ハメ撮り (12月13日、ラハイナ東海)
- ゆい (12月13日、無垢)
- ショートカット美少女デラックス! (12月25日、kawaii*)オムニバス作品 ※「時東しずく」名義
- 中国秘伝乳もみマッサージ 7 (12月27日、ラハイナ東海)

2009年
- 私を面接してください File 05 (1月14日、プレステージ)
- SNAP GIRLS★ (1月20日、Primo)
- 天使と空中セックス (1月22日、SODクリエイト)
- 悪戯マンション 特別篇 4 (1月23日、ゴーゴーズ)
- ザ・カメラテスト62 (1月31日、アテナ映像)オムニバス作品
- ロリ・ナンパすぺしゃる。16 流行のショーパンがとっても似合う可愛い子に生中出し編 (2月6日、GLAY'z)
- スゴ～く! 制服の似合う素敵な娘 (2月19日、オーロラプロジェクト)
- YUIはアイドル少女 (2月20日、スマイリー)
- 綺麗なお姉様も淫れたい 3 (2月27日、ケイ・エム・プロデュース)
- 月刊ワイセツ少女 物凄く積極的で物凄く淫乱な美少女 (2月28日、オーロラ)
- 素人の素敵なハダカ Vol.7 (3月1日、カルマ)
- 一般人（女子大生）がSOD女子社員になる瞬間!! （3月5日、SODクリエイト） ※「平岡ゆい」名義
- FOXY LADIES 39 (3月10日、ラストラス)
- 全国美少女図鑑1 名古屋美少女ゆいちゃん (3月15日、ケー・トライブ)
- ≪眼ガン顔ガン射シャ！≫ メガ精子砲 (3月19日、GLAY'z)オムニバス作品
- 美巨乳シロウト無許可中出し (3月20日、Primo)
- セイフク×エンコウ VOL.2 (4月1日、カルマ)
- 個人授業。性の記録 (4月7日、桃太郎映像出版)
- 女子校生 電マ潮吹き 3 (4月10日、クリスタル映像)オムニバス作品
- 熟女VS小娘 (4月10日、アップス)
- めざせ!!ドリームシャワー (4月15日、ワープエンタテインメント)
- 絶対領域 2nd impact Volume 8 (4月15日、ケー・トライブ)
- 発育 ゆい (4月19日、NON)
- 援交 転校生 (5月8日、アップス)
- 手コキ美女4 (5月15日、クリスタル映像)オムニバス作品
- しばられたい わたし、ただのオモチャで、いいんです。(5月15日、ドリームチケット)
- スケベなスケスケ女子大生 (5月20日、プレステージ)
- いとこ風呂 7 (5月31日、JUMP)
- Jr.アイドルを丸裸!イメージ映像と偽った超過激映像 (5月31日、JUMP)
- 友達同士レズビアン (6月20日、ピーターズ)オムニバス作品
- 軽～くマ●コをイジってやってからシャブらせるフェラチオ 4時間 (7月15日、NON)
- 「無垢」特選四時間 純粋少女×白ソックス限定 (9月13日、無垢)
- 教え子喰い (9月19日、桃太郎映像出版)
- S級美女チ○コ責め4時間DX (10月9日、クリスタル映像)
- 奥様欲情日記 (アテナ映像)
- 最高のセンズリの為のフェラチオ (プレステージ)
- 一撃!!舌上発射一撃!! (ワープ)
- イキまくりドM女4時間SP2 (12月25日、ケイ・エム・プロデュース)

2010年
- サウナレディのお仕事 6＋性交サービススペシャル(SOD)
- オレの部屋×制服のカノジョ 010 (2月5日、ゴーゴーズ)
- DOKIレズ 43 (3月5日、アウダースジャパン)
- 禁断の扉3 (3月5日、アウダースジャパン)
- 続・援交 転校生 ゆい (3月12日、アップス)
- 記録 record:06 (3月19日、ゴーゴーズ)
- 奥様欲情日記 奥さん、白い太ももチラチラさせて挑発してたでしょ ちょっと何するの 舐めちゃダメ、舌入れないで～! (3月19日、アテナ映像)オムニバス作品
- スノウレスビアン 溶けるほど熱く舐め尽くして…。(4月6日、LADY×LADY)
- 小悪魔ロ●ータ幼妻 (5月1日、映天)
- こんでんすみるきぃ (5月7日、みるきぃぷりん♪)
- セックス自画盗撮 教え子猥褻コレクション (5月25日、ながえSTYLE)
- みるスポ! (6月1日、みるきぃぷりん♪)
- 絶倫お爺様!息子の嫁寝取りマッサージ 3 (6月4日、映天)オムニバス作品
- こうなった以上仕方ないですよね…どうぞ (6月25日、BALTAN)
- 貴方を見つめて まんぐりおねだりオナニー2 (6月25日、アロマ企画)オムニバス作品
- MAX GIRLS 31 女子校生じらし責め (7月9日、マックス・エー)オムニバス作品
- 女子校生の生綿パンティの脇からチ○ポ差し込んでそのまま発射 4 (7月13日、アロマ企画)オムニバス作品
- されるがまま (7月23日、マックス・エー)
- 嫁・調教 (7月23日、Nadeshiko)
- 突然、気になる女の子と2人きりになったら… ～Hなかけ引き～ (8月25日、アロマ企画)オムニバス作品
- フェラコレ 特別編 3 4時間まるごとWフェラ (8月25日、隼エージェンシー)オムニバス作品
- 顔面騎乗で発射(イカ)されちゃった僕。 (8月25日、アロマ企画)オムニバス作品
- フェラコレ2010秋SP (10月25日、隼エージェンシー)オムニバス作品
- こだわりの手コキ 4時間SP 38人のハンドメイド 17 (11月25日、隼エージェンシー)オムニバス作品